# Jean Houston
Jean Houston (* 10. Mai 1937 in New York City) ist eine US-amerikanische Autorin, Philosophin und Kulturwissenschaftlerin.

## Leben
Houston absolvierte das Barnard College und erwarb Doktorgrade in Psychologie an der Union Graduate School und Religion an der Graduate Theological Foundation. Als eine der Protagonistinnen des Human Potential Movement gründete sie mit ihrem Ehemann Robert Masters 1965 die Foundation for Mind Research. 1983 gründete sie die interkulturelle Mystery School (später Renaissance of Spirit), deren Programm historische, philosophische, psychologische, mythologische und spirituelle Studien umfasst. Sie arbeitete als Beraterin für das Entwicklungsprogramm der UNICEF und bildete seit 2003 als Mitarbeiterin des Entwicklungsprogramms der Vereinten Nationen in mit anderen internationalen Organisationen und Unternehmen in über einhundert Ländern Führungskräfte in kultureller Entwicklung und social artistry aus. Diesem Ziel widmet sich auch die 2008 gegründete Jean Houston Foundation.
Sie unterrichtete Philosophie, Psychologie und Religion u. a. an der Columbia University, am Hunter College, an der New School for Social Research des Marymount College und an der University of California und ist Kanzlerin der Meridian University. Zudem ist Houston Autorin von 26 Büchern, von denen in deutscher Sprache „Lebenskraft? Geschichte als Spiegel persönlicher Entwicklung“ und „Bewusstseinserweiterung über Körper und Geist“ erschienen.

## Schriften
- Jump Time
- A Passion for the Possible
- Search for the Beloved
- Life Force
- The Possible Human
- Public Like a Frog
- A Mythic Life: Learning to Live Our Greater Story
- Manual of the Peacemaker
- Listening to the body